# Деникин, Иван Ефимович
Ива́н Ефи́мович Дени́кин (1807, д. Ореховка, Саратовская губерния — 1885) — майор Отдельного корпуса пограничной стражи, отец А. И. Деникина и Н. И. Деникиной.

## Жизнеописание
Родился в 1807 году в деревне Ореховка Саратовской губернии, происходил из крепостных крестьян. В 1834 году был забран рекрутом в армию. Служил в армейской пехоте, принимал участие в Венгерской кампании 1849 года и Крымской войне, за отличия был произведён в фельдфебели.
В 1856 году успешно сдал экзамены на офицерский чин и был произведён в прапорщики. Получил назначение в Калишскую бригаду Пограничной стражи. В 1863—1864 годах служил в Варшаве и в рядах Александровской бригады пограничной стражи принимал участие в подавлении Польского восстания, за боевые отличия получил чин поручика и орден св. Станислава 3-й степени с мечами и бантом.
В 1869 году Деникин с производством в майоры вышел в отставку и поселился под Варшавой. В 1871 году он женился на польке Елизавете Фёдоровне Вржесинской.

## Дети
У Ивана Ефимовича Деникина был брат, сестра, сын и дочь. Сын Антон Иванович Деникин, впоследствии стал генерал-лейтенантом и во время Гражданской войны в России возглавлял Добровольческую армию. Брат Ивана Ефимовича «вышел в люди» раньше его, и они не общались. В книге «Путь русского офицера» ген. А. И. Деникин писал об этом:

Родители отца умерли еще до поступления его на военную службу, а брат и сестра разбрелись по свету. Где они и живы ли — он не знал. Только однажды, был еще тогда отец солдатом, во время продвижения полка по России, судьба занесла его в тот город, где, как оказалось, жил его брат, как говорил отец — «вышедший в люди раньше меня»… Смутно помню рассказ, как отец, обрадовавшись, пошел на квартиру к брату, у которого в тот день был званый обед. И как жена брата вынесла ему прибор на кухню, «не пустив в покои»… Отец встал и ушел, не простившись. С той поры никогда с братом не встречались.
Иван Ефимович Деникин скончался в 1885 году от рака желудка.